# Saint-Jouin-Bruneval
 Saint-Jouin-Bruneval  es una población y comuna francesa, en la región de Alta Normandía, departamento de Sena Marítimo, en el distrito de Le Havre y cantón de Criquetot-l'Esneval.

## Demografía
| 943 | 880 | 913 | 1227 | 1437 | 1576 |
| Para los censos de 1962 a 1999 la población legal corresponde a la población sin duplicidades (Fuente: INSEE [Consultar]) |     |     |      |      |      |